# 矢内雄一郎
矢内 雄一郎（やない ゆういちろう、1980年9月19日 - ）は、テレビ東京アナウンサー。

## 現在の担当番組
- スポーツ中継
- ニュースモーニングサテライト（水-木曜→水-金曜→木-金曜→月-水曜 サブキャスター 2017年4月5日 - ）
- エンター・ザ・ミュージック (2020年から~ ナレーション) (BSテレ東)
- シナぷしゅ「がっしゃ―ん」ひーたん役（声）

＜不定期＞
- TXNニュース

## 過去の担当番組
報道・情報番組
| 期間          | 期間          | 番組名                                  | 役職                                    |
| ------------- | ------------- | --------------------------------------- | --------------------------------------- |
| 2004年4月     | 2007年3月     | NEWS MARKET 11                          | 火曜日ニュース担当キャスター            |
| 2004年4月     | 2005年3月     | ワールドビジネスサテライト土曜版        | メインキャスター                        |
| 2005年1月     | 2005年3月     | レディス4                               | コーナー担当                            |
| 2005年4月     | 2006年3月     | 速ホゥ!                                 | 水～金曜日サブキャスター                |
| 2006年4月     | 2006年6月     | 速ホゥ!                                 | 全曜日サブキャスター                    |
| 2007年4月     | 2009年3月     | メガスポ!                               | 週末野球担当でのサブキャスター          |
| 2008年7月15日 | 2011年7月8日  | A×A ダブルエー                          | 『DJ NAI-YAH』名義でのナレーター        |
| 2009年1月     | 2010年6月     | E morning                               | 月・火曜日サブキャスター                |
| 2010年7月     | 2011年9月     | E morning                               | 水～金曜日サブキャスター                |
| 2011年10月    | 2012年3月     | Mプラス                                 | 水～金曜日『9』・『11』メインキャスター |
| 2013年4月     | 2014年3月     | Mプラス 11                              | メインキャスター                        |
| 2013年10月    | 2014年3月     | L4 YOU!プラス                           | 水～金曜日東証アローズ担当              |
| 2014年4月     | 2016年11月4日 | NEWSアンサー                            | サブキャスター                          |
| 2017年1月12日 | 2017年1月13日 | ゆうがたサテライト                      | 進藤隆富の休暇代理『初だしっ!』担当     |
| 2017年1月16日 | 2017年3月     | ゆうがたサテライト                      | 『初だしっ!』月曜日担当                 |
| 2019年2月18日 | 2019年2月18日 | BSニュース 日経プラス10（BSテレビ東京） | 代理サブキャスター                      |

バラエティ・実況担当番組
- ∞のギモン
- 麻理子の部屋（お客様である動物のナレーター）
- テリー伊藤のネホリハホリ（ナレーション）
- ウイニング競馬（実況）
- ピラメキーノ（コーナー実況）